# Podoces biddulphi
Podoces biddulphi là một loài chim trong họ Corvidae.